# Tillbaka till vildmarken
Tillbaka till vildmarken (engelska: Back to the Outback) är en australisk-amerikansk datoranimerad film från 2021 i regi av Clare Knight och Harry Cripps. Harry Cripps har skrivit manus, som bygger på en synopsis skriven av honom och Gregory Lessans. Filmens engelskspråkiga röstroller görs av bland andra Isla Fisher, Tim Minchin, Eric Bana, Guy Pearce, Miranda Tapsell, Angus Imrie, Keith Urban och Jacki Weaver.
Filmen hade premiär på Netflix den 10 december 2021.

## Rollista (i urval)
| Rollfigur                | Engelsk originalröst | Svensk röst       |
| ------------------------ | -------------------- | ----------------- |
| Maddie (inlandstaipan)   | Isla Fisher          | Matilda Smedius   |
| Gullponken (koala)       | Tim Minchin          | Jakob Stadell     |
| Frank (trattnätsspindel) | Guy Pearce           | Figge Norling     |
| Zoe (taggagam)           | Miranda Tapsell      | Cecilia Wrangel   |
| Nigel (marmorskorpion)   | Angus Imrie          | Oskar Nilsson     |
| Chaz Hunt                | Eric Bana            | Daniel Sjöberg    |
| Chazzie Hunt             | Diesel La Torraca    | Orlando Wahlsteen |

- Övriga svenska röster – Anita Molander, Anna Isbäck, Charlotte Ardai Jennefors, David Schlein-Andersen, Ellen Thureson, Jennie Jahns, Jesper Adefelt, Lorens Kauppi, Lovisa Heed, Nick Atkinson, Ole Ornered, Victor Segell, Vilgot Rasmussen och Viva Östervall Lyngbrant
- Regissör – Nick Atkinson
- Översättare – David Schlein-Andersen
- Svensk version producerad av Iyuno-SDI Group för Netflix Dubbing[5]